# Simion Lungul
Simion Vasilievici Lungul (în rusă Семён Васильевич Лунгул, n. 16 februarie 1927, Hlinaia, URSS – d. 7 noiembrie 2002, Chișinău, Republica Moldova) a fost un compozitor sovietic și moldovean. În anul 1974 a fost ales artist de onoare al RSSM-ului.
Simion Lungul s-a născut  pe 16 februarie 1927 în satul Hlinaia, în partea stângă a Nistrului, aflat pe atunci în RASS Moldovenească. 
În anul 1957 și-a finalizat studiile la Conservatorul din Chișinău, iar din 1958 a devenit profesor la Școala de muzică "Eugen Coca", singura școală de muzică pentru copiii supradotați din Moldova sovietică. Aici i-a avut profesori pe Leonid Gurov și Solomon Lobel. În anul 1973 a devenit vicepreședintele consiliului de administrație al Uniunii Compozitorilor din RSSM. A fost de asemenea și vicepreședintele al consiliului artistic al televiziunii și postului de radio de stat din RSS Moldovenească. Între anii 1973 și 1994 a fost deputat al Sovietului Suprem al RSS Moldovenești (ulterior, în Parlamentul Republicii Moldova).
Simion Lungul a decedat pe data de 7 decembrie 2002 la Chișinău, în Republica Moldova.
- Oratoriul "Dimitrie Cantemir" (versuri de G. Dumitru, 1974)

- Cantata "Spații deschise native" (versuri de L. Deleanu, 1958)

- Cantata "Patria mea" (versuri de G. Vieru și V. Roșchi, 1974)

- Poemul "Lenin - Pace - Viață" (versuri de A. Busuioc, 1962)

- "Baladă" pentru orchestra simfonică (1956)

- "Scherzo" pentru orchestra simfonică (1957)

- "Vals" pentru orchestra simfonică (1965)

- Ciclul vocal "cântecele Nistrului" pentru orchestra de voce și cameră (G. Vieru, L. Deleanu, I. Podolianu, 1970)

- "Două romane" pentru voce și orchestră de cameră (1968)

- Poemul "Toamna în Moldova" pentru cor (versuri de A. Busuioc, 1962)

- "Aranjamente de cântece populare moldovenești"

1. ↑   https://en.calameo.com/books/0011333497dccbe3af74f Lipsește sau este vid: |title= (ajutor)
2. ↑  https://gufo.me/dict/music_encyclopedia/%D0%9B%D1%83%D0%BD%D0%B3%D1%83%D0%BB_%D0%A1_%D0%92
3. ↑  Țurcanu, Ion (1 martie 2007), Istoria românilor: Cu o privire mai largă asupra culturii, Google Books, ISBN 9789731871028
4. ↑  Лунгул С. В. — Музыкальная энциклопедия (în rusă), Gufo.me
5. ↑  Архив за 07.11.2002 - "Независимая Молдова", web.archive.org, 8 ianuarie 2010, Arhivat din original în 8 ianuarie 2010, accesat în 14 mai 2021